# Östern är röd
Östern är röd (kinesiska: 东方红, pinyin: Dōngfāng hóng) är en revolutionär hyllningssång till Mao Zedong och Kinas kommunistparti som under Kulturrevolutionen (1966-1976) tjänade som Kinas de facto nationalsång. Den sjöngs varje morgon av skolbarn och studenter samt spelades dagligen över högtalaranläggningar över hela landet men hördes också som exempelvis klockspel och körverk. Även utanför Kina var den länge den mest kända kinesiska sången.

## Historik
Texten skrevs i Shaanxi under andra sino-japanska kriget av Li Youyuan (李有源) till en lokal folkvisa, Rida vit häst (Qi baima 骑白马) och publicerades första gången av Yan'ans Dagblad (Yan'an Ribao 延安日报) 1944 som en hyllning till Mao Zedong. Att den kom att fungera som nationalsång under Kulturrevolutionen berodde på att nationalsångens textförfattare Tian Han satts i fängelse, där han 1968 avled.

## Andra saker döpta efter sången
Östern är röd är också namnet på en revolutionär musikal från början av 1960-talet och dennas filmatisering 1965.
Östern är röd - no 1 var också namnet på Kinas första satellit, uppskjuten 24 april 1970. Under 28 dagar (den var tänkt att fungera i bara 20 dagar) sände den 173 kilo tunga satelliten ut sången över världen vilket markerade Kinas inträde i rymdklubben.
Östern är röd är idag också namnet på en Hongkongbaserad firma som för traditionell kinesisk medicin.

## Text

### Kinesisk text
东方红，太阳升，
中国出了个毛泽东。
他为人民谋幸福，
呼尔嗨哟，他是人民大救星！
毛主席，爱人民，
他是我们的带路人，
为了建设新中国，
呼尔嗨哟，领导我们向前进！
共产党，像太阳，
照到哪里哪里亮。
哪里有了共产党，
呼尔嗨哟，哪里人民得解放！

### Pinyin
Dōngfāng hóng, tàiyáng shēng,
Zhōngguó chū liǎo ge Máo Zédōng,
Tā wèi rénmín móu xìngfú,
Hūěrheiyo, tā shì rénmín dà jiùxīng!
Máo zhǔxí, ài rénmín,
Tā shì wǒmén de dàilùrén
Wèi liǎo jiànshè Xīn Zhōngguó,
Hūěrheiyo, lǐngdǎo wǒmén xiàng qiánjìn!
Gòngchǎndǎng, xiàng tàiyáng,
Zhào-dào nǎlǐ nǎlǐ liàng,
Nǎlǐ yǒu liao Gòngchǎndǎng,
Hūěrheiyo, nǎlǐ rénmín dé jiěfàng!

### Svensk översättning
Östern är röd, solen går upp
I Kina framträder en Mao Zedong
Han planerar lycka för Folket
Hurra! han är Folkets stora räddningsstjärna!
Ordförande Mao, älskar Folket
Han är vår vägledare
när vi bygger det Nya Kina
Hurra! han leder oss framåt!
Kommunistpartiet, liknar solen
Där det lyser blir det strålande
Varhelst Kommunistpartiet finns,
Hurra! uppnår Folket befrielse!